# Talsperre Minutos
Die Talsperre Minutos (portugiesisch Barragem dos Minutos) liegt in der Region Alentejo Portugals im Distrikt Évora. Sie staut den Almansor, einen linken (südlichen) Nebenfluss des Sorraia zu einem Stausee auf. Die Stadt Montemor-o-Novo befindet sich ungefähr sechs Kilometer westlich der Talsperre.
Die Talsperre wurde 2003 fertiggestellt. Sie dient der Bewässerung und ist im Besitz des Instituto de Hidráulica, Engenharia Rural e Ambiente.

## Absperrbauwerk
Das Absperrbauwerk ist ein Staudamm mit einer Höhe von 36 m über der Gründungssohle (33,5 m über dem Flussbett). Die Dammkrone liegt auf einer Höhe von 267,5 m über dem Meeresspiegel. Die Länge der Dammkrone beträgt 1.293 m und ihre Breite 8 m. Das Volumen des Staudamms umfasst 1,219 Mio. m³.
Der Staudamm verfügt sowohl über einen Grundablass als auch über eine Hochwasserentlastung. Über den Grundablass können maximal 13,5 m³/s abgeleitet werden. Das Bemessungshochwasser liegt bei 633 m³/s; die Wahrscheinlichkeit für das Auftreten dieses Ereignisses wurde mit einmal in 10.000 Jahren bestimmt.

## Stausee
Beim normalen Stauziel von 264 m (maximal 265,54 m bei Hochwasser) erstreckt sich der Stausee über eine Fläche von rund 5,3 km² und fasst 52,1 Mio. m³ Wasser – davon können 50 Mio. m³ genutzt werden. Das minimale Stauziel liegt bei 245 m.